# فلادن
فلادن (به انگلیسی: Fladen) یک کشتی است. این کشتی  در سال ۱۹۱۵ ساخته شد.